# Pero fusca
Pero fusca är en fjärilsart som beskrevs av W. Warren 1901. Pero fusca ingår i släktet Pero och familjen mätare. Inga underarter finns listade i Catalogue of Life.